# Korubo
Korubo ime koje su im dali Matis Indijanci a označava  'prljava stopala' , / pleme američkih Indijanaca, vjerojatni porodice panoan, otkriveno, u ne tako davno vrijeme na području brazilske države Amazonas u dolini rijeke Javari (Vale do Javari). Sami sebe nazivaju Dslala, a ostali nazivi za njih su caceteiros, što su im ga dali susjedni Brazilci, i Head-Bashers, pogrešan prijevod portugalske riječi caceteiro, koja nalikuje na francuski casse-tête (razbiti glavu). Korubi su od vanjskog svijeta otkriveni 1996. a njihova populacija iznosila je 500 (1995 AMTB). Odjeću ne nose, a obrani se služe toljagama poznatim u lokalnom jeziku kao borduni ( “bordunas”).

## Vanjske poveznice
- Korubo